# دوري سورينام لكرة القدم 2012-13
دوري سورينام لكرة القدم 2012-13 هو موسم من دوري سورينام لكرة القدم. أشرف على تنظيمه اتحاد سورينام لكرة القدم، وكان عدد الأندية المشاركة فيه 10، وفاز فيه Inter Moengotapoe ‏.